# کمدی کهن

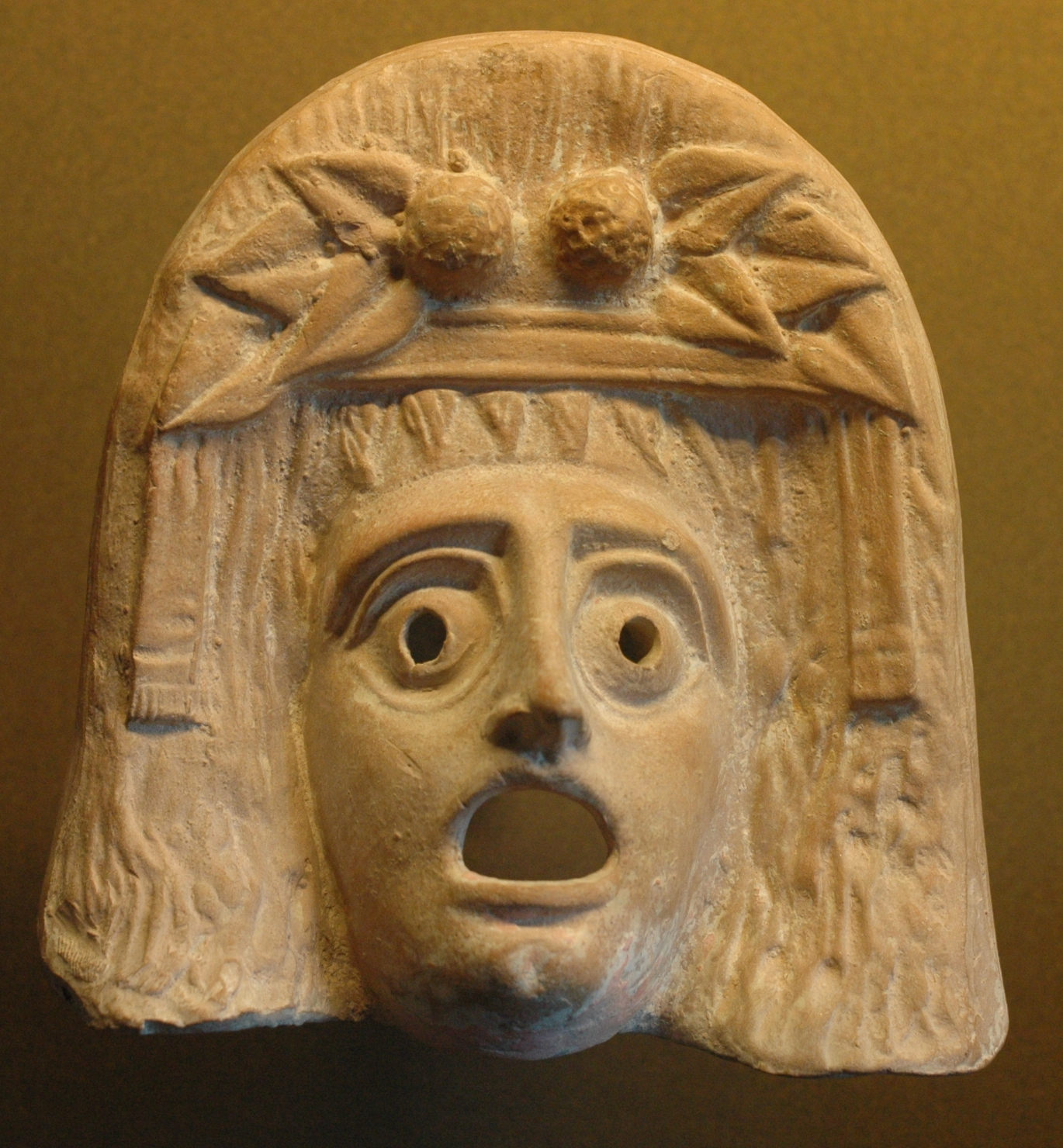
کمدی کهن

کمدی کهن (آرخایا) نوعی کمدی در یونان باستان و در جشنواره دیونیزوسی بود که مشخصهٔ آن را می‌توان حرکات گستاخانه و هجو و قالب اصلی آن اشعار غنایی توصیف کرد.
کمدی کهن در تقسیم‌بندی دستورنویسان اسکندریه، نخستین دوره از کمدی یونان باستان به‌شمار می‌آید. مهم‌ترین نمایشنامه‌نویس سبک کمدی کهن آریستوفان بود که شیوه هجو سیاسی و اشارات جنسی او تعریف‌کننده اصلی این سبک است.
برخی نویسندگان اروپایی بعدی ازجمله فرانسوا رابله، میگل د سروانتس، جاناتان سوییفت و ولتر از این سبک تأثیر گرفته‌اند.